# Henning Wegener
Henning Wegener (* 6. Juni 1936 in Wilhelmshaven; † 24. November 2024 in Berlin) war ein deutscher Diplomat im Auswärtigen Dienst der Bundesrepublik Deutschland und unter anderem Botschafter in Madrid und Genf.

## Leben

### Ausbildung
Wegener studierte Rechtswissenschaften an der Universität Bonn und der Freien Universität in Berlin. Nach dem ersten Staatsexamen 1958 absolvierte er ein Masterstudium an der George Washington University, Washington, D.C. (M.C.L. 1959), und ein weiteres an der Yale University Law School, New Haven, Connecticut (LL.M. 1960). Ferner studierte er 1961/1962 als Stipendiat des Stifterverbandes der deutschen Wissenschaft an der Sorbonne, Paris. Er promovierte 1962 an der Yale University zum Doctor of Juridical Science (J.S.D.).

### Berufliche Laufbahn
1962 trat Wegener in den Auswärtigen Dienst ein. Nach verschiedenen Verwendungen (u. a. an den Botschaften in Jakarta und Paris) war er von 1974 bis 1977 Leiter der Wirtschaftsabteilung an der Ständigen Vertretung der Bundesrepublik Deutschland beim Büro der Vereinten Nationen in Genf.
In den Jahren 1977 bis 1981 war Wegener beurlaubt und wirkte als Leiter des Büros für Auswärtige Beziehungen sowie Leiter der Abteilung Außen- und Sicherheitspolitik in der Bundesgeschäftsstelle der CDU in Bonn.
1981 kehrte Wegener in den Auswärtigen Dienst zurück und leitete bis 1986 als Botschafter die Delegation der Bundesrepublik Deutschland bei der Genfer Abrüstungskonferenz und anderen internationalen Abrüstungsgremien. 1986 bis 1991 war er Beigeordneter Generalsekretär für Politische Angelegenheiten der NATO, Brüssel und damit zuständig für den politischen Bereich des Generalsekretariats der Allianz unter den Generalsekretären Lord Carrington und Manfred Wörner. 
1991 bis 1995 war Wegener Leiter der Auslandsabteilung (Ministerialdirektor) im Presse- und Informationsamt der Bundesregierung, danach bis 1999 Botschafter beim Königreich Spanien und beim Fürstentum Andorra.
Seit Ende 1999 war Henning Wegener Geschäftsführer der von ihm gegründeten Unternehmensberatung UNKEL S.L., Madrid.

#### Einstweiliger Ruhestand 1999
1999 wurde Wegener von Außenminister Joschka Fischer überraschend in den Ruhestand versetzt. Vermutet wurde ein „Personalkarussell“, der Posten sollte für Joachim Bitterlich freigemacht werden. Bei dieser Vermutung stützte sich Wegener auf eine angebliche Äußerung Wolfgang Ischingers. Wegener prozessierte gegen seine Entlassung, verlor aber den Prozess. „Bei einem Spitzenbeamten wie ihm reichen Zweifel an einer sinnvollen Zusammenarbeit im Rahmen der verfolgten Regierungsarbeit' für den Ruhestand aus“. Joschka Fischer habe neue Umgangsformen gewünscht: respektvoll, wenig hierarchisch. Es habe Klagen gegeben, womit auch das „politische Vertrauen erschüttert“ gewesen sei. Der Tagesspiegel bezeichnete den Ruhestand als „politisch motiviert“, was nur selten geschehe.

## Mitgliedschaften und Funktionen
- Wegener war Mitglied des Direktoriums der Stiftung „Education for Employment (EFE)“ Europa. Ende 2015 übernahm er das Amt des Vorstandsvorsitzenden der Stichting Volkswagen Investors Claim, eines gemeinnützigen Unternehmens Niederländischen Rechts, das die Interessen der vom Diesel-Skandal geschädigten Anleger im Volkswagen-Konzern vertritt und sich für eine umfassende Entschädigungsregelung im Wege friedlicher Streitbeilegung einsetzt.
- Er war Kapitänleutnant d. R. a. D., Mitglied des Beirats der spanischen außenpolitischen Zeitschrift Politica Exterior sowie Mitglied des Club of Rome (Spanisches Kapitel).
- Er war Vorsitzender des Beirats der Kanzlei Cremades & Calvo-Sotelo, Madrid und Generaldirektor der Spanischen Wertpapierschutzvereinigung (AEMEC).
- Seit 2001 war er Vorsitzender der Ständigen Arbeitsgruppe für Informationssicherheit der World Federation of Scientists in Genf. (Chairman des Permanent Monitoring Panel on Information Security der World Federation of Scientists, Genf.)

## Auszeichnungen
Wegener hat zahlreiche Auszeichnungen erhalten, u. a. das Großkreuz des Spanischen Ordens Isabela la Católica.

## Publikationen
Er hat zahlreiche Veröffentlichungen auf den Gebieten der Außen- und Sicherheitspolitik, seit 2001 insbesondere zu Themen der Informationssicherheit (cyber security) verfasst.
- Der unsichtbare Feind. Im digitalen Raum sind die Angreifer den Verteidigern immer einen Schritt voraus. Internationale Politik 9/10, September/Oktober 2009, S. 48–57.[7]

## Privates
Wegener war verheiratet und hatte eine Tochter.